# He Shihua
He Shihua (em chinês: 何世华, 26 de setembro de 1985) é um empresário e ex-futebolista chinês que atuava como atacante. 

## Carreira
Ele investiu no Sichuan Minzu, time da quarta divisão chinesa.
Antes da temporada de 2021, ele se tornou presidente do Zibo Cuju  na segunda divisão chinesa.

## Estatísticas de carreira
A partir de 12 de julho de 2021
| Clube     | Temporada             | Liga                  | Liga     | Liga | Copa     | Copa | Total    | Total |
| Clube     | Temporada             | Divisão               | Partidas | Gols | Partidas | Gols | Partidas | Gols  |
| --------- | --------------------- | --------------------- | -------- | ---- | -------- | ---- | -------- | ----- |
| Zibo Cuju | 2021 China League One | Primeira Liga Chinesa | 7        | 0    | -\|-     | -\|- | 7        | 0     |